# 基隆市七堵區堵南國民小學
25°05′00″N 121°41′32″E / 25.0832979°N 121.6921127°E

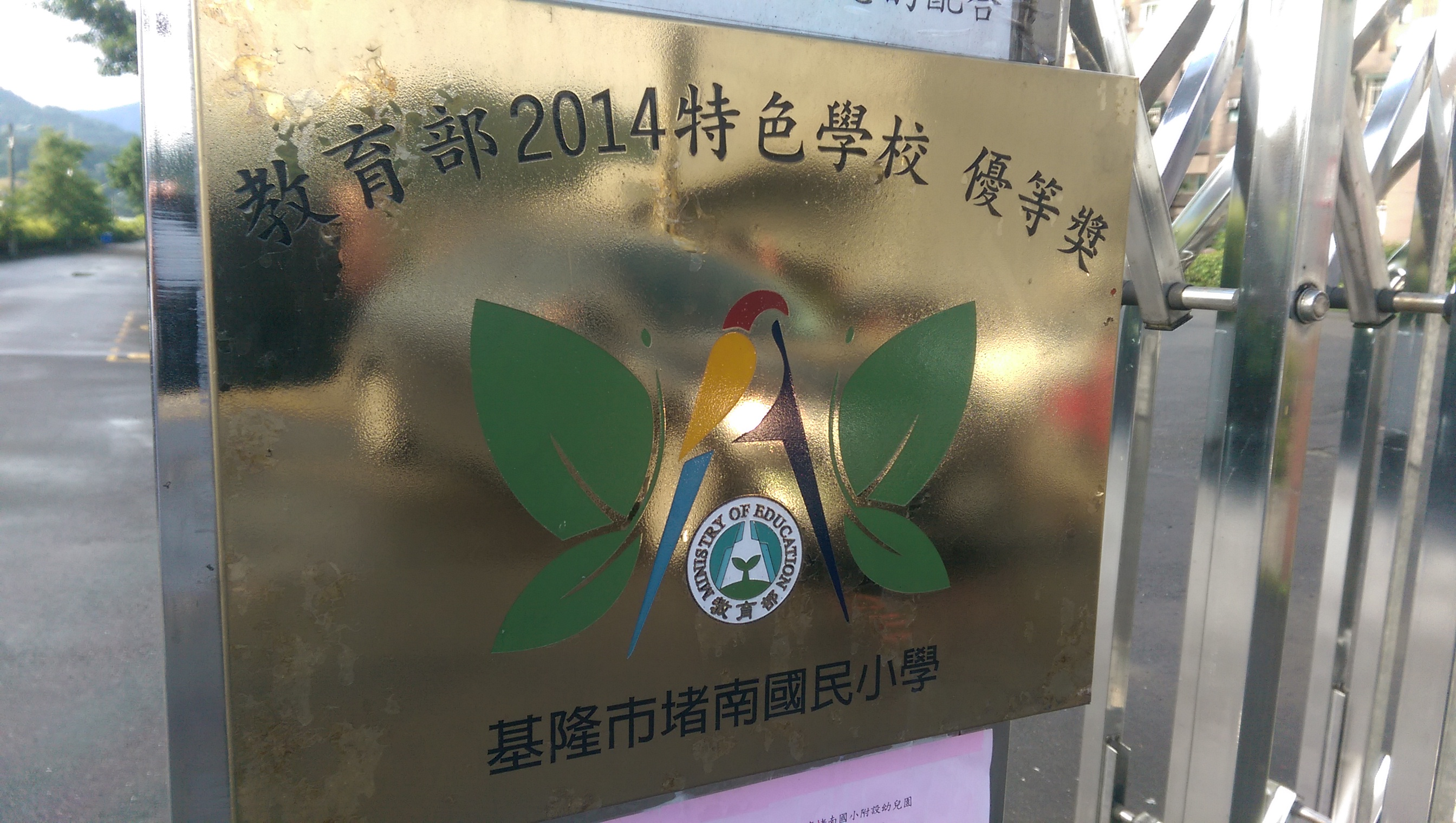
獲頒教育部2014特色學校優等獎

基隆市七堵區堵南國民小學，簡稱堵南國小，是一間位於基隆市七堵區的國民小學，主要招收來自七堵區堵南里、長安里、堵北里等地區的國小學童。該校於2007年曾獲經濟部能源局頒發「推動能源教育優良學校傑出獎」。由於鄰近六堵工業區，堵南國小被基隆市政府教育處擇為該市兩所「教育部校園空氣品質旗幟宣導試辦計畫」推薦學校之一。

## 歷史
- 1955年9月，基隆市七堵區五堵國民小學堵南分班成立，三合煤礦負責人李建興提供校地。
- 1957年9月，堵南國小成立，學生暫借首任校長三財家公廳及李根在私宅授課。
- 1958年5月，堵南國小校舍落成啟用。
- 1988年至1993年8月15日，堵南國小遷校[5]。

### 歷任校長
1. 三財，首任校長，1957年9月上任。
2. 英俊，1962年10月上任。
3. 振中，1971年1月上任。
4. 張瑞祥，1974年10月上任。
5. 張月梅，1978年8月上任。
6. 楊幼卿，1983年9月上任。
7. 蔡錦庭，1989年8月上任。
8. 林辰崇，1993年9月上任。
9. 楊茂瑞，1998年8月上任。
10. 黃正昆，2001年8月上任。
11. 郭金發，2005年8月上任。
12. 趙蕙芬：2012年8月上任。
13. 胡智強:現任校長，2018年8月上任[5]。

## 外部連結
- 基隆市七堵區堵南國民小學